# Ким Юбин
Ким Юбин (кор. 김유빈; род. 4 октября 1988 года, более известная как Юбин) — южнокорейская певица и актриса. Более известна как участница корейской гёрл-группы Wonder Girls (2007—2017).

## Биография
Ким Юбин родилась 4 октября 1988 года в Кванджу, Южная Корея. Она посещала школы JungAm Elementary School и Anyang High School перед тем, как переехать в Сан-Хосе. В Калифорнии она обучалась в Leland High School. Позже поступила в Myongji University. Свободно владеет родным корейским и английским языками.

## Карьера

### Предебют
До дебюта, с Wonder Girls, Юбин должна была дебютировать, как участница группы Five Girls, под руководством Good Entertainment, бок о бок с G.NA, Юи из After School, Хесон из Secret и Ян Джи Вон из Spica. Однако, группа распалась незадолго до их запланированного дебюта в 2007 году из-за финансовых проблем Good Entertainment, поэтому все участницы подписали контракт с другими агентствами.

### Wonder Girls
7 сентября 2007 года Юбин осуществила свой дебют, в качестве участницы Wonder Girls. Когда группа выпустила свой новый трек, под названием «Tell Me», Юбин была представлена ведущим рэпером, заменяющая Хену.
Помимо её роли в группе Юбин время от времени, выступала в качестве дополнительного вокалиста. Примеры таких выступлений: «This Time» и «Wishing on a Star». Также, она появилась в нескольких музыкальных клипах, включая дебютный видеоклип 2 PM «LABELMATE», «10 Jeom Manjeome 10 Jeom» и «Once in a Life Time» группы Shinhwa. Она также фигурирует в одиночном разряде нескольких различных артистов: Энди Ли из Shinhwa, Ли Мин Ву, Ким Бум Су, и Chun G.
Юбин продемонстрировала свои навыки в написании песен, одну из которых исполнил Ким Бом Су «Do You Know That?». В то же время она собственноручно писала тексты для рэп-частей некоторых песен. В 2011 Юбин написала песни «Girls Girls», «Me, In», а также «Sweеt Dreams», для второго студийного альбома Wonder Girls, под названием «Wonder World». Она также написала текст песни к «Hey Boy» для мини-альбома, под названием Wonder Party, выпущенный 3 июня 2012 года.

## Сольная деятельность

### Актерство
Юбин появилась в популярной комедии «А Вот и Он» канала MBC. Официальный дебют в актерской карьере она осуществила в дораме «Вирус», сыграв Ли Джун Ен, гениального хакера и IT-специалиста.

### Телевизионные шоу
17 августа 2015, Юбин подтвердила, что присоединяется ко второму сезону «Некрасивой Рэп-Звезды». Её популярность возросла из-за случая с «Girl Crus». Вследствие этого её прическа и макияж стали очень популярными в Южной Корее.

## Дискография

### Сотрудничество
| Год  | Артисты                              | Песня                    |
| ---- | ------------------------------------ | ------------------------ |
| 2007 | Энди Ли                              | «Irrelevant Imagination» |
| 2008 | Ли Мин У                             | «Honey»                  |
| 2008 | Разные Артисты                       | «Cry with Us»            |
| 2008 | Разные Артисты                       | «I Love Asia»            |
| 2008 | Ким Бом Су                           | «Do You Know That?»      |
| 2009 | Chun G                               | «Weak Man»               |
| 2010 | JYP Nation                           | «This Christmas»         |
| 2013 | Тэкен и San E                        | «It’s Time»              |
| 2013 | Ivy                                  | «I Dance»                |
| 2014 | Сунми                                | «Who Am I?»              |
| 2015 | Justin Thorne                        | «The Heartbroken»        |
| 2015 | «Некрасивая Рэп-Звезда 2», соперница | «Don′t Stop»             |
| 2015 | The Quiett                           | «(Sakda)싹 다»           |

### Композиции
| Год  | Альбом                                                         | Песня          | Заметки                      |
| ---- | -------------------------------------------------------------- | -------------- | ---------------------------- |
| 2011 | «Wonder World» - Артист: Wonder Girls - Выпущен: 7 ноября 2011 | «Girls Girls»  | Юбин исполняет рэп-партию    |
| 2011 | «Wonder World» - Артист: Wonder Girls - Выпущен: 7 ноября 2011 | «Sweet Dreams» | Юбин исполняет рэп-партию    |
| 2011 | «Wonder World» - Артист: Wonder Girls - Выпущен: 7 ноября 2011 | «Me, In»       | Юбин исполняет рэп-партию    |
| 2012 | «Wonder Party» - Артист: Wonder Girls - Выпущен: 3 июня 2012   | «Hey Boy»      | Юбин исполняет рэп-партию    |
| 2015 | «Reboot» - Артист: Wonder Girls - Выпущен: 3 августа 2015      | «I Feel You»   | Юбин исполняет рэп-партию    |
| 2015 | «Reboot» - Артист: Wonder Girls - Выпущен: 3 августа 2015      | «Rewind»       | Юбин исполняет рэп-партию    |
| 2015 | «Reboot» - Артист: Wonder Girls - Выпущен: 3 августа 2015      | «Loved»        | Музыка и текст песни от Юбин |
| 2015 | «Reboot» - Артист: Wonder Girls - Выпущен: 3 августа 2015      | «John Doe»     | Музыка и текст песни от Юбин |
| 2015 | «Reboot» - Артист: Wonder Girls - Выпущен: 3 августа 2015      | «Back»         | Музыка и текст песни от Юбин |
| 2015 | «Reboot» - Артист: Wonder Girls - Выпущен: 3 августа 2015      | «없어» (GONE)  | Музыка и текст песни от Юбин |

## Фильмография

### Фильмы
| Год  | Название                 | Роль      | Заметки |
| ---- | ------------------------ | --------- | ------- |
| 2010 | «Последний Золотой Отец» | Саму Себя | Камео   |
| 2012 | «The Wonder Girls»       | Саму Себя |         |

### Телесериалы
| Год  | Название     | Канал | Роль      | Заметки |
| ---- | ------------ | ----- | --------- | ------- |
| 2008 | «А Вот и Он» | MBC   | Саму Себя | Камео   |
| 2013 | «Вирус»      | OCN   | Ли Джи Ен |         |
| 2019 | «VIP»        | SBS   | Ча Сэрин  | Камео   |

### Телевизионные шоу
| Год  | Название                  | Канал | Роль      | Заметки                                 |
| ---- | ------------------------- | ----- | --------- | --------------------------------------- |
| 2010 | «Show! Music Core»        | MBC   | Соведущий | С Sunye и Чон Ен Хва из CNBLUE          |
| 2011 | «Music Bank»              | KBS   | Соведущий | С Сохи, Шидоном и Минхо                 |
| 2012 | «Бегущий Человек»         | SBS   | Гость     | Эпизод № 117                            |
| 2015 | «Некрасивая Рэп-Звезда 2» | Mnet  | Соперница | Полуфиналист                            |
| 2015 | «Скетч-Бук Ю Хи Еля»      | KBS2  | Гость     | Эпизод № 285 с участницами Wonder Girls |

### Музыкальные видеоклипы
| Год  | Название Песни             | Артист                               | Роль      |
| ---- | -------------------------- | ------------------------------------ | --------- |
| 2008 | «Cry With Us»              | Разные Артисты                       | Саму Себя |
| 2008 | «I Love Asia/ Smile Again» | Разные Артисты                       | Саму Себя |
| 2008 | «Once in a Lifetime»       | Shinhwa                              | Саму Себя |
| 2008 | «10 Out of 10»             | 2PM                                  | Саму Себя |
| 2010 | «This Christmas»           | JYP Nation                           | Саму Себя |
| 2013 | «I Dance»                  | Ivy                                  | Саму Себя |
| 2014 | «Ain’t Nobody»             | Ha: TFELT                            | Саму Себя |
| 2015 | «Don′t Stop»               | «Некрасивая Рэп-Звезда 2», участница | Саму Себя |